# Formula Renault 2.0 NEC 2009
Formula Renault 2.0 NEC 2009 var den fjärde säsongen av formelbilsmästerskapet Formula Renault 2.0 Northern European Cup och vanns av portugisen António Félix da Costa.

## Kalender
| Bana                          | Segrare Race 1         | Segrare Race 2         |
| ----------------------------- | ---------------------- | ---------------------- |
| Circuit Park Zandvoort        | Adrian Quaife-Hobbs    | António Félix da Costa |
| Hockenheimring                | António Félix da Costa | Juan Jacobo            |
| Alastaro Circuit              | Jimmy Eriksson         | Daniel Aho             |
| Motorsport Arena Oschersleben | António Félix da Costa | António Félix da Costa |
| TT Circuit Assen              | António Félix da Costa | António Félix da Costa |
| Autodrom Most                 | Adam Kout              | António Félix da Costa |
| Nürburgring                   | Kevin Magnussen        | António Félix da Costa |
| Circuit de Spa-Francorchamps  | António Félix da Costa | Marco Sørensen         |

## Slutställning
| Plats | Förare                 | Poäng |
| ----- | ---------------------- | ----- |
| 1     | António Félix da Costa | 361   |
| 2     | Kevin Magnussen        | 278   |
| 3     | Marco Sørensen         | 232   |
| 4     | Adrian Quaife-Hobbs    | 229   |
| 5     | Kevin Korjus           | 201   |
| 6     | Daniel Aho             | 198   |
| 7     | Luís Felipe Derani     | 192   |
| 8     | Toomas Heikkinen       | 187   |
| 9     | Daniël de Jong         | 164   |
| 10    | Bart Hylkema           | 160   |